# Сидоренко, Татьяна Ивановна (волейболистка)
Татья́на Ива́новна Сидоре́нко (4 июля 1966, с. Калиновка (ныне — с. Кошой) Чуйского района Киргизской ССР) — советская волейболистка, игрок сборной СССР (1985—1992). Олимпийская чемпионка 1988, чемпионка мира 1990, трёхкратная чемпионка Европы. Заслуженный мастер спорта СССР (1988). Нападающая-доигровщица.

## Биография
Татьяна Сидоренко начала заниматься волейболом во Фрунзе под руководством тренера Анатолия Петрова. Играла за молодёжную сборную Киргизии. В 1982 году переехала в Москву, выступала за команду ЦСКА. Чемпионка СССР 1985, серебряный (1987) и бронзовый (1988) призёр союзных первенств. Победитель Кубка СССР 1984. В составе сборной Москвы стала победителем Спартакиады народов СССР 1986.
В 1984 году в составе молодёжной сборной СССР стала чемпионкой Европы.
В сборной СССР в официальных соревнованиях выступала в 1985—1992 годах. В её составе:
- олимпийская чемпионка 1988;
  - серебряный призёр олимпийских игр 1992;
- чемпионка мира 1990;
- серебряный (1989) и двукратный бронзовый (1985 и 1991) призёр Кубка мира;
- трёхкратная чемпионка Европы — 1985, 1989 и 1991);
- победитель Игр доброй воли 1990.

В 1989 и 1991 принимала участие в «Гала-матчах» ФИВБ, в которых сборной СССР противостояла сборная «Звёзды мира».
С 1991 года выступала в зарубежных клубах:
- 1991—1992 —  «Младост» (Загреб);
- 1992—1993 —  «Бруммель» (Анкона);
- 1993—1994 —  «Мурсия»;
- 1994—1995 —  «Импресем Гуаданьо» (Агридженто);
- 1995—1997 —  «Спеццано» (Италия);
- 1997—1998 —  «Дубровник»;
- 1998—2000 —  «Бешикташ» (Стамбул);
- 2000—2002 —  «Фамила» (Имола).

В составе «Младоста» — серебряный призёр чемпионата России 1992. Победитель Кубка европейских чемпионов 1998 в составе «Дубровника».
В составе сборной Хорватии приняла участие в чемпионате мира 1998.
Позже стала работать учителем физического воспитания в Университетской гимназии МГУ им. М. В. Ломоносова.